# King Bach
Andrew Byron Bachelor (Toronto, Ontario; 26 de junio de 1988), más conocido como King Bach, es un actor, comediante, productor de cine, productor de televisión, director de cine y personalidad de internet canado-estadounidense. Conocido también por ser una estrella de la red social llamada Vine.

## Biografía
Andrew Bachelor nació en Toronto, Ontario el 26 de junio de 1988, de padres jamaicanos, ambos contadores profesionales. A la edad de dos años, su familia se trasladó a West Palm Beach, Florida. Su familia le dio crianza cristiana. Asistió a la escuela Coral Springs. Para graduarse después en la Universidad Estatal de Florida, mismo lugar donde también fue atleta estrella. Se graduó en el 2010 en Ciencias en Administración de Empresas. Mientras que en FSU, Bachelor también perteneció a la fraternidad Phi Beta Sigma. Posteriormente se inscribió en un programa de postgrado en New York Film Academy, pero se retiró en su último semestre porque quería más opciones en la vida, y se trasladó a Los Ángeles. Bachelor es una persona tranquila a pesar de como actúa en sus famosos videos de la red social Vine.

## Carrera
Bachelor obtuvo 15.3 millones de seguidores y más de mil millones de loops en Vine, ocupando uno de los primeros puestos en la aplicación por el número de seguidores.  Él tomó el liderazgo de Vine nuevamente otra vez en marzo de 2015, teniendo la mayoría de seguidores. El más reconocido de la red social, Bachelor es también conocido por su canal en YouTube, BachelorsPadTv. El canal y sus vídeos han sido objeto de varias publicaciones en línea, incluyendo FSU News. Bachelor aclara que ha rechazado la mayoría de solicitudes de patrocinio en sus vídeos.
El estrellato de Bachelor en Vine le hizo conseguir una firma con UTA, por un rol recurrente en la serie House of Lies. Además, se ha convertido en parte del reparto recurrente de Wild 'n Out en MTV2. También forma parte de miniseries como Adult Swim, Black Jesus, y un pequeño papel también en la serie The Mindy Project. Bachelor también tuvo un papel en la pantalla grande con Fifty Shades of Black, y también una invitación a la renovación de Punk'd en BET. Apareció como una versión ficticia de sí mismo en la película del 2015 We Are Your Friends. También ha participado en películas de Netflix como The Babysitter, estrenada en 2017 y su secuela The Babysitter: Killer Queen, estrenada en 2020.
En sus vines y videos de YouTube ha tenido grandes colaboraciones con muchos personajes de internet famosos, tales como Tré Melvin, Alphacat, DeStorm, Cameron Dallas, Rudy Mancuso, Anwar Jibawi, Christian Delgrosso, Lele Pons, Nash Grier, Eric Dunn y Ryan Higa. También grandes celebridades como Justin Bieber, Tyga, Marlon Wayans, Joan Rivers, James Corden, Floyd Mayweather, Raven Symone, Keke Palmer, Josh Peck, Don Cheadle, Martin Lawrence, Kendall Jenner, Kylie Jenner Kim Kardashian, Khloé Kardashian, Michelle Obama y P Diddy. Fue presentado en Vine por Brittany Furlan, antes de subir su primer video el 19 de abril de 2013. Interpretó a Big Sean en parodias junto a Bart Baker de canciones de Ariana Grande como «Problem» y «Break Free», y también de la canción de Pharrell Williams, «Happy». Bachelor admitió que casi eliminaba el vine que lo llevó a la fama.

### Su estilo de comedia
En sus vines, Bachelor retrata un personaje de sí mismo llamado, King Bach, también recurrentemente lo ha llevado a ser una caricatura.

## Filmografía

### Películas
| Año  | Título                            | Personaje         | Notas                                                         |
| ---- | --------------------------------- | ----------------- | ------------------------------------------------------------- |
| 2011 | SuperCrew                         | Drizzle (joven)   | Cortometraje; también productor ejecutivo                     |
| 2012 | Agent Steele                      | Agente Steele     | Cortometraje; también escritor, director, productor ejecutivo |
| 2014 | Facebook Is Not Your Friend       | Sean Groomes      | Cortometraje                                                  |
| 2015 | We Are Your Friends               | Él mismo          | Cameo                                                         |
| 2016 | Fifty Shades of Black             | Jesse             |                                                               |
| 2016 | Meet the Blacks                   | Freezee           |                                                               |
| 2017 | Grow House                        | Andy              |                                                               |
| 2017 | Get Out of the Closet             | Chris Washington  | Cortometraje                                                  |
| 2017 | Shot Caller                       | Tony              | Cameo sin acreditar                                           |
| 2017 | The Babysitter                    | John              |                                                               |
| 2017 | Where's the Money                 | Del Goodlow       | También productor ejecutivo                                   |
| 2017 | Angry Angel                       | Leonard           |                                                               |
| 2018 | When We First Met                 | Max               | Película de Netflix                                           |
| 2018 | Game Over, Man!                   | Huésped del hotel | Cameo                                                         |
| 2018 | To All the Boys I've Loved Before | Greg              | Película de Netflix                                           |
| 2019 | Rim of the World                  | Logan             | Película de Netflix                                           |
| 2019 | Airplane Mode                     | Él mismo          |                                                               |
| 2020 | Coffee & Kareem                   | Rodney            | Película de Netflix                                           |
| 2020 | The F**k-it List                  | Jasper Zim        |                                                               |
| 2020 | Greenland                         | Colin             |                                                               |
| 2020 | The Babysitter: Killer Queen      | John              | Película de Netflix                                           |
| 2020 | Holidate                          | Neil              | Película de Netflix                                           |
| 2020 | Love, Weddings & Other Disasters  | Capitán Ritchie   |                                                               |
| 2023 | Familia revuelta                  | Glen              |                                                               |

### Televisión
| Año       | Título                              | Personaje      | Notas                                                                                       |
| --------- | ----------------------------------- | -------------- | ------------------------------------------------------------------------------------------- |
| 2012      | House of Lies                       | Chris          | Invitado especial; 4 episodios                                                              |
| 2014–2015 | The Mindy Project                   | Dr. T.J. Gigak | Invitado especial; 5 episodios                                                              |
| 2014–2015 | Black Jesus                         | Trayvon        | Elenco principal (temporadas 1-2); 21 episodios                                             |
| 2015      | Key & Peele                         | Buddy #1       | Episodio: «MC Mom»                                                                          |
| 2015      | The Soul Man                        | Travis Fontana | Episodio: «Oh Snow You Didn't»                                                              |
| 2015      | Punk'd                              | Él mismo       | Coanfitrión                                                                                 |
| 2015      | Resident Advisors                   | Sam Parker     | Invitado especial; 7 episodios                                                              |
| 2016      | TripTank                            | Varias voces   | Episodio: «The D.O.N.G.»                                                                    |
| 2016      | Easy                                | Andrew         | Episodio: «Art and Life»                                                                    |
| 2017      | Workaholics                         | Colt           | Episodio: «Trainees' Day»                                                                   |
| 2017      | Angie Tribeca                       | Aaron McLaren  | Episodio: «Brockman Turner Overdrive»                                                       |
| 2017      | Dead House                          | Frank Shabazz  | Episodio: «Human Lives Matter» También escritor, director, productor ejecutivo; 6 episodios |
| 2020      | The Walking Dead                    | Bailey         | Episodio: «What We Become»                                                                  |
| 2020      | The Real Bros of Simi Valley        | Él mismo       |                                                                                             |
| 2020      | Sneakerheads                        | Bobby          | Elenco principal; 6 episodios                                                               |
| 2024      | The Walking Dead: The Ones Who Live | Bailey         | Episodio: "Gone"                                                                            |

### Videojuegos
| Año  | Título        | Personaje    | Notas                     |
| ---- | ------------- | ------------ | ------------------------- |
| 2018 | Madden NFL 19 | Tito Flavors | Longshot: Homecoming Mode |